# Exechiini
Tribu
Les Exechiini sont une tribu d'insectes diptères de la famille des Mycetophilidae.

## Classification
La tribu des Exechiini est décrite par Frederick Wallace Edwards en 1925 selon BioLib. Paleobiology Database en 2023 attribue cette tribu à Enderlein 1936 mais sans publication originale.

## Genres

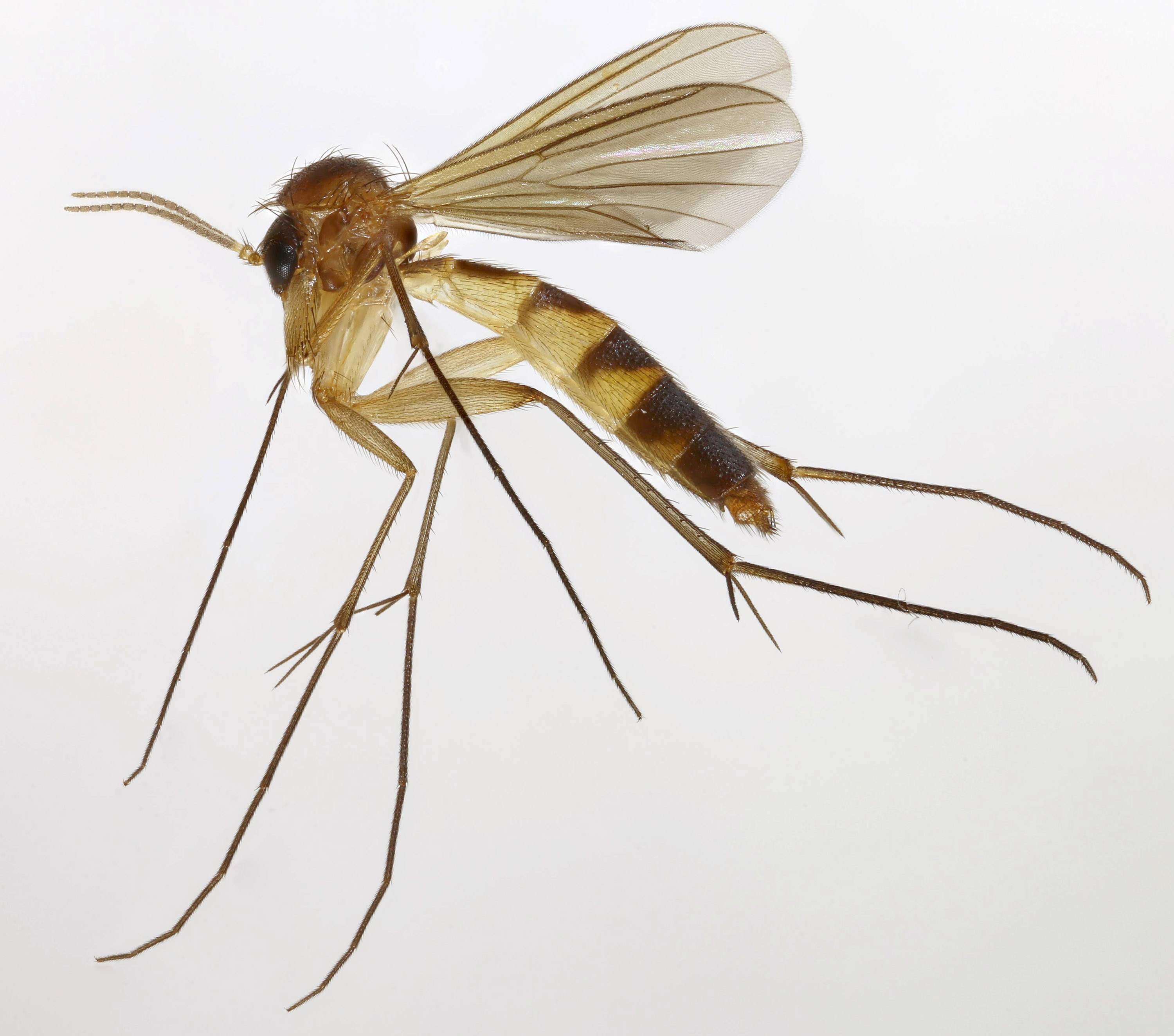
Exechiopsis

Selon BioLib en 2023, le nombre de genres dans cette tribu est de vingt plus un genre fossile pour plus de 130 espèces :
- Allodia Winnertz, 1863 i c g b
- Allodiopsis Tuomikoski, 1966 i c g
- Anatella Winnertz, 1863 i c g
- Boraceomyia Lane 1948
- Brachypeza Winnertz, 1863 i c g
- Barchyradia Ševcík & Kjaerandsen, 2012
- Brevicornu Marshall, 1896 i c g b
- Cordyla Meigen, 1803 i c g b
- Exechia Winnertz, 1863 i c g b
- Exechiopsis Tuomikoski, 1966 i c g b
- Myrosia Tuomikoski, 1966
- Neallodia Edwards, 1932
- Notolopha Tuomikoski, 1966
- Pseudexechia Tuomikoski, 1966 i c g
- Pseudobrachypeza Tuomikoski, 1966 i c g
- Pseudorymosia Tuomikoski, 1966
- Rymosia Winnertz, 1863 i c g b
- Stigmatomeria Tuomikoski, 1966 i c g
- Synplasta Skuse, 1890
- Tarnania Tuomikoski, 1966[1] i c g

Data sources: i = ITIS, c = Catalogue of Life, g = GBIF, b = Bugguide.net,,,,

### Genres fossiles
- †Eoexechia Camier & Nel, 2020[1]